# Certhilauda semitorquata
Certhilauda semitorquata е вид птица от семейство Чучулигови (Alaudidae).

## Разпространение
Видът е разпространен в Лесото, Свазиленд и Южна Африка.